# The Mist (banda)

## SOBRE
A banda The Mist surgiu em meados de 1988 com membros remanescente da banda Mayhem. Vladimir Korg havia aceitado o convite para juntar-se ao Mayhem ao sair da banda Chakal. A banda grava no ano seguinte o álbum Phantasmagoria como quinteto e ganha notoriedade por apostar em um som baseado em thrash metal convencional com Heavy Metal forte e básico.
Em 1991,como quarteto, gravam o considerado clássico da banda, o album The Hangman Tree. Neste álbum, a banda desenha um trabalho conceitual que vira marca registrada da banda. A banda aposta em climas soturnos e letras alegóricas e poéticas, flertando com o cinema e clássicos da literatura como O Mágico de Oz e Peter Pan e a Terra do Nunca. Neste álbum estréia o guitarrista Jairo Guedz e revela Cello Dias como um compositor diferenciado. 
Novamente a banda sofre alterações na formação com a saída de Vladimir Korg e a banda experimenta o metal industrial com o álbum Ashes to Ashes, Dust to Dust de 1993. A banda faz alguns shows como trio tendo Chris Salles na bateria, Jairo Guedz na guitarra e Cello Dias no baixo e vocal. Para o Album Gottverlassen , Cassiano Gobbet é recrutado, já que Cello Dias deixa a banda para juntar-se ao Soulfly. Fabio Audrey , guitarrista, se junta a banda para alguns shows mas a banda decide encerar as atividades.
Em 2018, Vladimir Korg retoma a banda com Chris Sallles e Jairo Guedz na guitarra. Wesley Ribeiro, baixista da banda Hellspunch se junta a troupe e partem para a The Scarecrow Tour, trazendo os grandes clássicos da banda em seu Set List. Turnê bem sucedida, mas a banda perde Jairo Guedz que monta a banda The Troops of Doom e Chris Salles que deixa a banda por motivos particulares. Com o mundo enclausurado pela pandemia, a banda mostra resiliência e com Edu Megale nas guitarras , Wesley Ribeiro no baixo e Korg nos vocais a banda entra em estúdio em 2021 para gravar o EP The Circle of the Crow primeiro registro depois de 25 anos.
The Circle of the Crow – Mantendo a palavra que deu aos fãs, Vladimir Korg, Wesley Ribeiro e Edu Megale entram no estúdio Maçonaria do Áudio, tendo Alan Wallace da banda Eminence como produtor para registrar as canções que estarão no EP – The Circle of the Crow.
0 EP contém quatro temas: My inner monster, Over my dead body, The Blackmail of God e The Tempest. O EP, segundo Korg, servirá como uma passagem para a composição do mais novo álbum do The Mist e trará nos tambores o trabalho do baterista Riccardo Linassi.

## Integrantes
- Vladimir Korg - vocal
- Edu Megale - guitarra
- Wesley Ribeiro - baixo

### Ex-integrantes
- Reinaldo "Cavalão" (R.I.P.) - guitarra, vocal - (1986-1991)
- Marcelo "Rapadura" - baixo - (1986-1992)
- Cassiano Gobbet - vocal, baixo - (1992-1997)
- Fábio Andrey - guitarra - (1992-1997)
- Jairo Guedz - guitarra -  (1990 - 2020)
- Cristiano Sales - bateria - (1986 - 2021)

## Discografia
Álbuns
- Phantasmagoria (1989)
- The Hangman Tree (1991)
- Ashes to Ashes, Dust to Dust (1993)
- Gottverlassen (1995)

Single
- My Inner Monster (2021)
- Over My Dead Body (2021)
- The Blackmail of God (2021)

EP's

• The Circle Of The Crow (2022)